# Eriosema brachyrhachis
Eriosema brachyrhachis är en ärtväxtart som beskrevs av Hermann August Theodor Harms. Eriosema brachyrhachis ingår i släktet Eriosema och familjen ärtväxter. Inga underarter finns listade i Catalogue of Life.